# Ján Kožiak
Ján Kožiak (* 13. August 1978) ist ein ehemaliger slowakischer Fußballspieler.

## Karriere
Die bisherigen Stationen des Mittelstürmers waren SV Horn, Kremser SC, SV Mattersburg, Austria Lustenau, FK Dukla Banská Bystrica, Dynamo Dresden, Zalgiris Vilnius, SV Bad Aussee und schließlich FC Zlaté Moravce.
Nach seinem Wechsel zu Dynamo Dresden Anfang 2006 spielte er nur einmal für den Zweitligisten, da er bereits für zwei Vereine in der gleichen Saison gespielt hatte und somit nicht spielberechtigt war.
In der Saison 2007/08 absolvierte er vier Spiele für den österreichischen Zweitligisten SV Bad Aussee, erzielte jedoch kein Tor. Im August 2008 wechselte er schließlich zum in der Corgoň liga spielenden slowakischen Verein FC Zlaté Moravce. Nach einer Spielzeit schloss er sich dem FSV Zwickau an, wo er seine Laufbahn im Sommer 2012 beendete.